# Tamia (musikalbum)
Tamia är det självbetitlade debutalbumet kanadensiska sångaren Tamia, utgivet via Qwest och Warner Bros. Records den 14 april 1998. Tamia erbjöds ett skivkontrakt av Quincy Jones år 1994 och medverkade på flera singelutgivningar som mottog Grammy-nomineringar följande år. Musikjournalister förutspådde att Tamia skulle bli nästa stora superstjärna och förväntningarna på hennes debutalbum ökade. Jones anlitade flera av dåtidens mest populära musikproducenter för att bidra med material, däribland Tim & Bob, Keith Crouch, Jermaine Dupri, Stevie J, Daryl Simmons och Tricky Stewart. Tamia är ett R&B-album som inkorporerar flera olika musikaliska inriktningar, mestadels ballader och midtempokompositioner med vuxenpop-influenser. Albumet innehåller två låtar i upptempo som innehöll rappverser framförda av Dupri.
Tamia nådde som bäst plats 67 på amerikanska albumlistan Billboard 200 och plats 18 på förgreningslistan Top R&B/Hip-Hop Albums. Albumet mottog blandad kritik från musikjournalister som berömde Tamias sång medan produktionen ibland fick negativ respons då den ansågs vara "tråkig". Fram till 2003 hade albumet sålts i 416 000 exemplar i USA. Det guldbelönades i Japan för 100 000 exemplar skickade till affär. Tamia genererade två av sångarens största hits i karriären; huvudsingeln "Imagination" och "So Into You". Den sistnämnda nådde topp-tio på amerikanska R&B-listan och blev en av sångarens signaturlåtar. Vid den Kanadensiska prisceremonin Juno Awards mottog Tamia nomineringar i kategorierna Best New Solo Artist (Årets genombrottsartist) och Best R&B/Soul Recording. Ett år efter utgivningen valde Tamia och Qwest att avsluta sitt samarbete och hon skrev istället på för Elektra Records.

## Bakgrund och inspelning

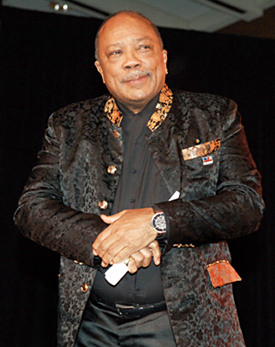
Den amerikanska artisten Quincy Jones gav Tamia ett skivkontrakt 1994.

Tamia Washington föddes och växte upp i Windsor, Ontario. Som barn tog hon skådespelar- och sånglektioner och medverkade så småningom i flera lokala pjäser och föreställningar. Hon fick ett gott rykte och vann flera priser, däribland en YTV Vocal Achievement Award år 1993. År 1994 vann hon ett Steve Ross Music Scholarship vid prisceremonin Annual Salute to Excellence som skapades av American Academy of Achievement. Samma år gick hon på en fest som hennes manager,  Brenda Richie, höll för Luther Vandross. På festen träffade hon den amerikanske artisten och skivbolagschefen Quincy Jones som imponerades av Tamias sångröst och erbjöd henne ett skivkontrakt med hans Qwest Records. Innan året var slut hade hon släppt sin debutsingel "You Put a Move on My Heart" från Jones' album Q's Jook Joint. Låten blev en topp-tio-hit på amerikanska R&B-listan och nominerades till en Grammy Award i kategorin Best Female R&B Vocal Performance. De två nästkommande åren medverkade hon på "Slow Jams", en duett med Babyface, och "Missing You", framförd tillsammans med Brandy Norwood, Chaka Khan och Gladys Knight. Båda låtarna Grammy-nominerades. Med flera R&B-hits och prisnomineringar på så kort tid utnämndes Tamia till en av de mest lovande unga R&B-sångarna under mitten av 1990-talet och hennes debutalbum blev en av de mest eftertraktade utgivningarna.
Arbetet på Tamias debutalbum började år 1996 och fortsatte under 1997. I en intervju med tidskriften Essence Magazine uppgav sångaren att processen fortskred långsamt eftersom hon kände stor press från omvärlden: "Det är då det inte är så bra att man blivit introducerad till musikvärlden av Quincy Jones... för människor tenderar att lyssna noggrannare - och döma hårdare. Jösses vilka förväntningar!" I en annan intervju om inspelningen av albumet sade Tamia: "Efter ett tag slutade jag att berätta för människor när albumet skulle komma. Jag spelade in många låtar, skrev några, sen kastade jag dem och började om igen! Till slut fick jag ge upp och släppa in Gud i processen." Tamia arbetade med flera låtskrivare och musikproducenter inför albumet, däribland Jermaine Dupri, Keith Crouch, duon Tim Kelly och Bob Robinson, Stevie J. och sångaren Mario Winans. Tamia, Quincy Jones, Brenda Richie och Ian Alexander blev chefsproducenter för projektet.

## Musik och låttexter

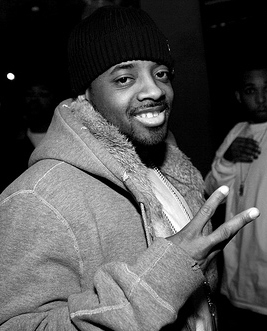
Den amerikanska musikproducenten Jermaine Dupri bidrog med två spår till Tamia.

Tamia är ett R&B-album som inkorporerar flera olika musikaliska inriktningar, mestadels ballader och midtempo-kompositioner men också fåtal låtar i upptempo som hämtar inspiration från både hiphop och pop. Dessa inkluderades på albumet i hopp om att kunna distansera Tamia från hennes tidigare, mer sofistikerade musik men också för att ge prov på ett varierande innehåll med ungdomlig dragningskraft. Enligt Cherie Saunders från tidskriften Vibe Magazine kunde detta höras redan på albumets första spår, "Imagination", som innehöll rappverser av musikproducenten Jermaine Dupri, och inleds med Tamia som klargör: "Y'all wanna dance? 'Cause I'ma make ya dance". Upptempo-låten skrevs av Dupri, Berry Gordy, Alphonzo Mizell, Freddie Perren, Deke Richards och Manuel Seal. Albumets andra spår är midtempo-kompositionen "So Into You" som producerades av Tim & Bob och samplar "Say Yeah" (1971) av soulgruppen The Commodores. I låten sjunger Tamia om en djup förälskelse med låttext som "I think you're truly something special/ Just what my dreams are really made of" och "I really like what you've done to me/ I can't really explain it, I'm so into you". På albumets fjärde spår, "Falling for You" fick Tamia chansen att jobba tillsammans med Stevie J, en av hennes största inspiratörer. "Falling for You" är en midtempo-låt som samplar disco-kompositionen "Best of My Love" (1977) från gruppen The Emotions.
Majoriteten av innehållet på andra delen av Tamia beskrevs som "sorgsna kärleksballader" som Barnes & Noble jämförde med Whitney Houstons musik. Sjätte spåret, "Show Me Love", komponerades av Paige Lackey och beskrevs som en av höjdpunkterna på albumet. På Mario Winans-kompositionen "Rain on Me" önskar Tamia att regnet ska skölja bort hennes smärta och hjärtekross med verser som: "I've been hurt so bad/ Sometimes it makes me sad/ Would you rain on me?". Enligt Saunders visade balladen prov på att Tamia fortfarande besatt samma sångtalang som Jones fick upp ögonen för 1994. Tamia fortsätter med albumets andra Dupri-komposition, "Is That You?", där framföraren letar efter en potentiell partner med verser som "It's everybody's dream to find the one that was made for them/ Even though your chances are slim/ You just gotta believe". Albumet avslutas med "Loving You Still" och Tamias cover på George Michaels "Careless Whisper".

## Lansering och marknadsföring

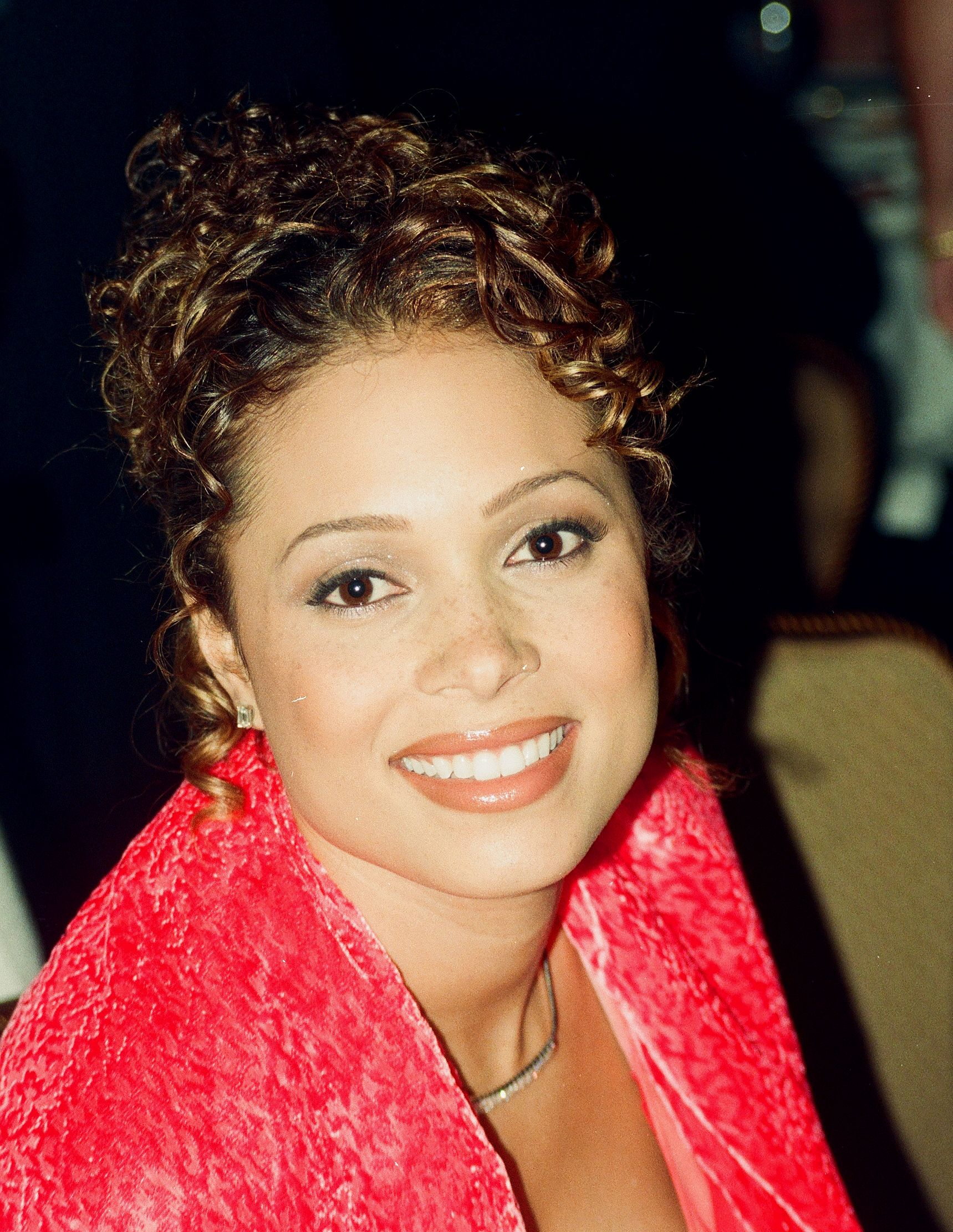
Tamia år 1998.

Inför albumlanseringen begav sig sångaren ut på en kortare USA-turné med stopp i tio städer. Albumet släpptes i USA och Kanada den 14 april 1998 via Qwest och Warner Bros. Records och senare i övriga delar av världen. Den amerikanska tidskriften Vibe Magazine och Remy Amerique höll utgivningsfesten för albumet i Carbon Nightclub i New York.
Den första singeln att ges ut från Tamia var "Imagination" som släpptes som en marknadsföringssingel år 1997. Qwest gav låten en full utgivning på CD-, maxi- och vinylskivor som albumets huvudsingel den 3 mars 1998. "Imagination" blev en måttlig framgång som nådde topp-fyrtio på amerikanska singellistan Billboard Hot 100. Den hade större framgångar på förgreningslistan Hot R&B/Hip-Hop Songs där den nådde plats 12. Låten var också någorlunda framgångsrik i Tamias hemland där den nådde plats 12 på topplistan Canadian Singles Chart. I Japan släpptes "Falling for You" som albumets andra singel den 25 april 1998. I USA gavs låten aldrig ut som en singel men marknadsfördes i ett samarbete med Coca Cola. I Nordamerika gavs "So Into You" ut som den andra singeln från albumet den 23 juni 1998. CD-singeln innehöll en officiell remixversion skapad av Wyclef Jean som mottog positiv kritik av Billboard. Låten blev en hit på den amerikanska R&B-listan där den nådde sjätteplatsen. Fram till 1999 var "So Into You" hennes högsta notering på listan innan den ersattes av "Spend My Life with You", en duett med Eric Benet som nådde förstaplatsen. Låtens musikvideo regisserades av Harvey White och premiärvisades på amerikansk TV den 12 juni 1998. Videon nådde topp-tio på BET:s videotopplista och mottog en MVPA Award-nominering i kategorin "Directorial Debut of the Year".
I Japan släpptes fortsättningsvis "Careless Whisper" som den fjärde singeln från albumet den 25 juni 1998. "Loving You Still" skickades till amerikanska Urban AC-stationer den 15 januari 1999 som albumets tredje singelutgivning i USA. Samma datum var låten den femte respektive fjärde mest tillagda ("Most Added") i radiotopplistorna Urban Top 50 och Urban AC Top 30 utgivna av R&R Magazine. Den nådde som bäst plats 78 på amerikanska R&B-listan och plats 42 på förgreningslistan Hot R&B Singles Sale.

## Mottagande

### Recensioner
Vid utgivningen av Tamia mottog albumet blandad kritik från professionella musikjournalister. I sin recension av albumet skrev Leo Stanley från Allmusic: "Även om den lider av ojämnt material är Tamias självbetitlade debut en samling samtida urban soul med attraktionskraft. Hennes förföriska röst kan göra måttliga kompositioner frestande men det är med starka låtar, som på 'Imagination', där albumet verkligen svävar på höga höjder." Han avslutade: "Det är dessa tillfällen som indikerar att Tamia har stor potential." I motsats tyckte Paul Verna, en skribent från Billboard Magazine, att "Imagination" var albumets "minst lyckade" spår och att Dupris rapp inte passade Tamias stil. Om helheten av albumet skrev han: "På sin fullängdsdebut visar sig Quincy Jones-lärlingen vara överlägsen på ballader och midtempo-låtar som 'So Into You', 'Falling for You' och 'Rain on Me'." Cherie Sounders från Vibe Magazine skrev: "Som en sångfågel navigerar Tamia försiktigt men exakt i albumets material. Hennes framförande är alltid superbt men ibland tycks hon sakna passion. På låtar som 'Who Do You Tell?' och 'Show Me Love' är orden inget mer än vackert sjungen låttext från ett papper." Ipeleng Kgositsile, en annan skribent för samma tidskrift, ansåg att albumet var överproducerat och beskrev Tamia som en "hybrid mellan Mariah Carey och The Clark Sisters." Vid den årliga kanadensiska prisceremonin Juno Awards 1999 nominerades albumet i kategorin "Top R&B/Soul Recording".

### Priser och nomineringar
| År   | Ceremoni    | Kategori                | Mottagare   | Resultat  |
| ---- | ----------- | ----------------------- | ----------- | --------- |
| 1999 | Juno Awards | Best New Soloartist     | Henne själv | Nominerad |
| 1999 | Juno Awards | Best R&B/Soul Recording | Tamia       | Nominerad |

## Försäljning och eftermäle
"Jag var inte så glad över vad som hände med Tamia. Andra bestämde över min musik, min image... vilket lämnade lite utrymme åt mig."
Efter utgivningen sålde Tamia avsevärt mindre än förväntat och blev en kommersiell besvikelse. Den 2 maj 1998 gick albumet in på plats 67 på Billboard 200 och på plats 18 på Top R&B/Hip-Hop Albums. Trots de låga placeringarna blev den veckans högsta debut på den förstnämnda listan och fick titeln "Hot Shot Debut". Följande vecka föll albumet till plats 103 på Billboard 200 och till plats 23 på R&B-listan. Tre veckor efter utgivningen noterades Tamia på plats 124 på Billboard 200 och fortsatte därefter att tappa placeringar på listan. Albumet tillbringade sammanlagt 24 veckor på listan. Den kom att ha större framgångar på Top R&B/Hip-Hop Albums som den låg kvar på i 38 veckor. Den 12 september 1998 klättrade albumet från plats 35 till 26 och fick titeln "Pacesetter" vilket indikerade veckans högsta ökning i procent. Fram till 2003 hade albumet sålts i 416 000 exemplar i USA. Tamia blev en framgång i Japan där den nådde plats 25 på landets officiella albumlista och guldbelönades av Recording Industry Association of Japan (RIAJ) för 100 000 exemplar skickade till affärer.
Tamia och Qwest valde att gå skilda vägar mot slutet av 1999. År 2003, vid en tillbakablick om albumets prestation i USA och situationen hos Qwest sade Tamia till MTV News: "Jag träffade typ fem olika skivbolagschefer som alla hade olika idéer om vem de trodde att jag var. Jag fick konstant skrota musik medan de försökte komma på vem dom ville att jag skulle vara." I samma intervju försäkrade Tamia att hon "alltid förblir tacksam för att Jones hjälpte henne starta sin karriär" men att hon samtidigt var glad över att "inte längre vara i hans skugga". Hon avslutade med att säga: "Jag älskar Quincy... men folk fick aldrig lära känna mig." I efterhand har Tamia lyfts fram som ett av de bästa debutalbumen år 1998.

## Låtlista
| 1.  | "Imagination" (featuring Jermaine Dupri)  | Jermaine Dupri, Berry Gordy, Alphonzo Mizell, Freddie Perren, Deke Richards, Manuel Seal | Jermaine Durpi, Manuel Seal | 3:33 |
| 2.  | "So Into You"                             | Tim Kelley, Ronald LaPread, Lionel Richie, Bob Robinson, Tamia Washington                | Tim & Bob                   | 4:21 |
| 3.  | "Never Gonna Let You Go"                  | Kenny Hickson, Arthur Hoyle, Mario Winans                                                | Mario Winans                | 4:01 |
| 4.  | "Falling for You"                         | Terrell Carter, Gordon Chambers, S. Jordan, Tamia Washington, Will Turpin, Maurice White | Stevie J.                   | 5:11 |
| 5.  | "Show Me Love"                            | Paige Lackey                                                                             | J-Dub                       | 4:06 |
| 6.  | "Rain on Me"                              | Kenny Hickson, Tamia Washington, Mario Winans                                            | Mario Winans                | 4:22 |
| 7.  | "Is That You?" (featuring Jermaine Dupri) | Jermaine Durpi, Manuel Seal                                                              | Jermaine Durpi, Manuel Seal | 3:22 |
| 8.  | "Who Do You Tell?"                        | Mark Coleman, Sherree Ford-Payne, Marc Nelson                                            | Daryl Simmons               | 4:20 |
| 9.  | "Gotta Move On"                           | Keith Crouch, John Jubu Smith, Tamia Washington                                          | Keith Crouch                | 5:08 |
| 10. | "This Time It's Love"                     | Sean "Sep" Hall, Christopher Stewart, Tamia Washington                                   | Tricky Stewart              | 5:52 |
| 11. | "Loving You Still"                        | Daryl Simmons                                                                            | Daryl Simmons               | 5:09 |
| 12. | "Careless Whisper"                        | George Michael, Andrew Ridgeley                                                          | Samuel J. Sapp, Tim Shider  | 5:12 |

| 13. | "You Put a Move on My Heart" | Rod Temperton | Quincy Jones | 6:12 |

| 13. | "You Put a Move on My Heart" | Rod Temperton | Quincy Jones | 6:12 |
| 14. | "So Young"                   |               | Jon-John     | 4:25 |

### Samplingar och interpolationer
Information hämtad från studioalbumets albumhäfte
- "Imagination" innehåller en interpolation av "I Want You Back", skriven av Gordy, Mizell, Perren och Richards.
- "So Into You" innehåller en sampling av "Say Yeah", skriven och framförd av The Commodores.
- "Falling for You" innehåller en sampling av "Best of My Love", framförd av The Emotions.

## Medverkande
Information hämtad från Barnes & Noble
Musiker
- Tamia – albumartist, sång, bakgrundssång
- Siedah Garrett	– bakgrundssång
- Gerald Albright – saxofon
- Pete Christlieb – saxofon
- Tom Scott – saxofon
- Marc Nelson – bakgrundssång
- Michael Thompson – gitarr
- Alex Al – bas
- George Bohannon – trombon
- Oscar Brashear	– trumpet
- Ray Brown – trumpet
- Alex Brown – bakgrundssång
- Bridgette Bryant – bakgrundssång
- Gordon Chambers – bakgrundssång
- Jeff Clayton – saxofon
- John Clayton – conductor
- Keith Crouch – multi-instrument
- Ronnie Garrett	– bas
- Gary Grant – trumpet
- Erik Hanson – synt
- Jerry Hey – trumpet
- JD – bakgrundssång, rap
- Paul Jackson Jr. – gitarr
- Charles Loper – trombon
- Jack Nimitz – saxofon
- Greg Phillinganes – keyboards
- Bob Robinson – piano
- John "J.R." Robinson – trummor
- Manuel Seal Jr. – bakgrundssång
- Daryl Simmons – slagverk, piano, keyboards
- John Jubu Smith – gitarr
- Neil Stubenhaus – bas
- Rod Temperton – keyboards
- Mario Winans – bakgrundssång, multi-instrument
- Snooky Young – trumpet
- Ralph Stacy – bas
- William Frank "Bill" Reichenbach Jr. – trombon
- Christopher "Tricky" Stewart – keyboards
- Reggie C. Young – trombon
- Terrell Carter	– bakgrundssång
- Steven Meeder – trummor
- Liza Broome – bakgrundssång
- Pamela Cork – bakgrundssång
- Chelle Davis – bakgrundssång
- Fred Jackson Jr. – saxofon
- Tanya Smith – bakgrundssång

Tekniker
- Quincy Jones – producent, chefsproducent
- Marc Nelson – sångarrangemang
- Bob Brown – ljudtekniker
- Paul D. Allen – ljudtekniker
- Francis Buckley – ljudtekniker
- Gordon Chambers – sångarrangemang
- John Clayton – arrangör
- Keith Crouch – arrangör, producent, sångarrangemang
- Jermaine Dupri	– producent
- Erik Hanson – trumprogrammering
- Tim Kelley – producent
- Thom "TK" Kidd	– ljudtekniker
- Herb Powers – mastering
- Brenda Richie – chefsproducent
- Bob Robinson – producent
- Manuel Seal Jr. – producent
- Daryl Simmons – producent, trumprogrammering
- Tamia – chefsproducent, kompositör
- Phil Tan – chefsproducent
- Rod Temperton – arrangör
- Mario Winans – programmering, producent
- Tim Shider – producent
- Stevie J. – producent
- Mauricio Iragorri – ljudtekniker
- Christopher "Tricky" Stewart – kompositör, programmering, producent, ljudtekniker
- Stephanie Gylden – ljudtekniker
- Mark D. Persaud – chefsproducent
- Tim & Bob - producent
- J-Dub – producent
- Samuel J. Sapp – producent
- Ian Alexander – chefsproducent
- Tom Brown – producent
- Jay Brown – chefsproducent

## Topplistor

### Veckolistor
| Topplista (1998)                       | Högsta placering |
| -------------------------------------- | ---------------- |
| Japan (Oricon)                         | 25               |
| Kanada RPM Top 100 CDs                 | 62               |
| USA Billboard 200                      | 67               |
| USA Top R&B/Hip-Hop Albums (Billboard) | 18               |

### Årslistor
| Topplista (1998)                              | Högsta placering |
| --------------------------------------------- | ---------------- |
| USA R&B/Hip-Hop Albums (Year end) (Billboard) | 62               |

## Certifikat
| Land         | Certifikat |
| ------------ | ---------- |
| Japan (RIAJ) | Guld       |

## Utgivningshistorik
| Land      | Datum         | Format | Skivbolag           |
| --------- | ------------- | ------ | ------------------- |
| USA       | 14 april 1998 | CD     | Qwest, Warner Bros. |
| Kanada    | 14 april 1998 | CD     | Qwest, Warner Bros. |
| Tyskland  | 20 april 1998 | CD     | Warner Bros.        |
| Japan     | 25 april 1998 | CD     | WEA Japan           |
| Frankrike | 28 maj 1998   | CD     | Qwest               |